# Гімнастика на літніх Олімпійських іграх 2024
До програми змагань з гімнастики на літніх Олімпійських іграх 2024 входять три дисципліни: спортивна гімнастика, художня гімнастика й стрибки на батуті.

## Кваліфікація
Після літніх Олімпійських ігор 2021 року в Токіо система кваліфікації знов зазнала значного перегляду. Розмір команди в командних змаганнях зі спортивної гімнастики збільшено з чотирьох до п'яти, але відсутні дві індивідуальні іменні ліцензії. Таким чином максимальна квота від країни - п'ять гімнастів командної першості або максимально три індивідуальні ліцензії, які розігрувались за підсумками чемпіонатів світу 2022 та 2023 років.
Подальшим кроком, що пов'язує змагання FIG з Олімпійськими іграми, тепер буде можливість потрапити на Олімпійські ігри на основі сукупного балу, досягнутого за підсумками серії Кубка світу та різних континентальних чемпіонатів зі спортивної гімнастики.

## Розклад
| Q | Кваліфікація | Ф | Фінали |

| Дата                                   | 27 лип | 28 лип | 29 лип | 30 лип | 31 лип | 1 сер | 2 сер | 3 сер | 4 сер | 5 сер | 8 сер | 9 сер | 10 сер |
| -------------------------------------- | ------ | ------ | ------ | ------ | ------ | ----- | ----- | ----- | ----- | ----- | ----- | ----- | ------ |
| Спортивна гімнастика                   |        |        |        |        |        |       |       |       |       |       |       |       |        |
| Командне багатоборство (чоловіки)      | Q      |        | Ф      |        |        |       |       |       |       |       |       |       |        |
| Індивідуальне багатоборство (чоловіки) | Q      |        |        |        | Ф      |       |       |       |       |       |       |       |        |
| Вільні вправи (чоловіки)               | Q      |        |        |        |        |       |       | Ф     |       |       |       |       |        |
| Кінь (чоловіки)                        | Q      |        |        |        |        |       |       | Ф     |       |       |       |       |        |
| Кільця (чоловіки)                      | Q      |        |        |        |        |       |       |       | Ф     |       |       |       |        |
| Опорний стрибок (чоловіки)             | Q      |        |        |        |        |       |       |       | Ф     |       |       |       |        |
| Поперечина (чоловіки)                  | Q      |        |        |        |        |       |       |       |       | Ф     |       |       |        |
| Паралельні бруси (чоловіки)            | Q      |        |        |        |        |       |       |       |       | Ф     |       |       |        |
| Командне багатоборство (жінки)         |        | Q      |        | Ф      |        |       |       |       |       |       |       |       |        |
| Багатоборство (жінки)                  |        | Q      |        |        |        | Ф     |       |       |       |       |       |       |        |
| Опорний стрибок (жінки)                |        | Q      |        |        |        |       |       | Ф     |       |       |       |       |        |
| Різновисокі бруси (жінки)              |        | Q      |        |        |        |       |       | Ф     |       |       |       |       |        |
| Колода (жінки)                         |        | Q      |        |        |        |       |       |       |       | Ф     |       |       |        |
| Вільні вправи (жінки)                  |        | Q      |        |        |        |       |       |       | Ф     |       |       |       |        |
| Художня гімнастика                     |        |        |        |        |        |       |       |       |       |       |       |       |        |
| Групова першість                       |        |        |        |        |        |       |       |       |       |       |       | Q     | Ф      |
| Особиста першість                      |        |        |        |        |        |       |       |       |       |       | Q     | Ф     |        |
| Стрибки на батуті                      |        |        |        |        |        |       |       |       |       |       |       |       |        |
| Чоловіки                               |        |        |        |        |        |       | Ф     |       |       |       |       |       |        |
| Жінки                                  |        |        |        |        |        |       | Ф     |       |       |       |       |       |        |

## Учасники

### Країни, що беруть участь
- Алжир  (1)
- Вірменія  (2)
- Австралія  (12)
- Австрія  (2)
- Індивідуальні нейтральні атлети  (1)
- Азербайджан  (7)
- Бельгія  (5)
- Бразилія  (15)
- Болгарія  (9)
- Канада  (11)
- Китай  (20)
- Колумбія  (3)
- Хорватія  (2)
- Кіпр  (2)
- Чехія  (1)
- Домініканська Республіка  (1)
- Єгипет  (10)
- Іспанія  (17)
- Франція  (14) (господарка)
- Грузія  (1)
- Німеччина  (16)
- Велика Британія  (13)
- Греція  (1)
- Гаїті  (1)
- Гонконг  (1)
- Угорщина  (5)
- Індонезія  (1)
- Іран  (1)
- Ірландія  (1)
- Ізраїль  (8)
- Італія  (17)
- Японія  (12)
- Йорданія  (1)
- Казахстан  (4)
- Південна Корея  (8)
- Лаос  (1)
- Литва  (1)
- Мексика  (8)
- Нідерланди  (10)
- Нова Зеландія  (1)
- Північна Корея  (1)
- Панама  (1)
- Філіппіни  (1)
- Португалія  (2)
- Румунія  (4)
- ПАР  (1)
- Словенія  (2)
- Швейцарія  (6)
- Сирія  (1)
- Китайський Тайбей  (2)
- Туреччина  (5)
- Україна  (12)
- США  (13)
- Узбекистан  (8)
- В'єтнам  (9)

## Медальний залік
*   Країна-господарка (Франція)
| Місце               | Країна                          | Золото | Срібло | Бронза | Загалом |
| ------------------- | ------------------------------- | ------ | ------ | ------ | ------- |
| 1                   | Китай                           | 3      | 6      | 3      | 12      |
| 2                   | США                             | 3      | 1      | 6      | 10      |
| 3                   | Японія                          | 3      | 0      | 1      | 4       |
| 4                   | Філіппіни                       | 2      | 0      | 0      | 2       |
| 5                   | Бразилія                        | 1      | 2      | 1      | 4       |
| 6                   | Італія                          | 1      | 1      | 3      | 5       |
| 7                   | Індивідуальні нейтральні атлети | 1      | 1      | 0      | 2       |
| 8                   | Велика Британія                 | 1      | 0      | 2      | 3       |
| 9                   | Ірландія                        | 1      | 0      | 0      | 1       |
| 9                   | Алжир                           | 1      | 0      | 0      | 1       |
| 9                   | Німеччина                       | 1      | 0      | 0      | 1       |
| 12                  | Ізраїль                         | 0      | 2      | 0      | 2       |
| 13                  | Болгарія                        | 0      | 1      | 0      | 1       |
| 13                  | Вірменія                        | 0      | 1      | 0      | 1       |
| 13                  | Казахстан                       | 0      | 1      | 0      | 1       |
| 13                  | Колумбія                        | 0      | 1      | 0      | 1       |
| 13                  | Україна                         | 0      | 1      | 0      | 1       |
| 18                  | Греція                          | 0      | 0      | 1      | 1       |
| 18                  | Канада                          | 0      | 0      | 1      | 1       |
| 18                  | Китайський Тайбей               | 0      | 0      | 1      | 1       |
| 18                  | Румунія                         | 0      | 0      | 1      | 1       |
| Загалом (21 збірна) | Загалом (21 збірна)             | 18     | 18     | 20     | 56      |

## Спортивна гімнастика
| Дисципліна         | Золото                                                                              | Срібло                                                                                | Бронза                                                                                    |
| ------------------ | ----------------------------------------------------------------------------------- | ------------------------------------------------------------------------------------- | ----------------------------------------------------------------------------------------- |
| Чоловіки           |                                                                                     |                                                                                       |                                                                                           |
| Командна першість  | Японія (JPN) Дайкі Гашимото Казума Кая Ока Шинносуке Ватару Танігава Такаакі Сугіно | Китай (CHN) Чжан Бохен Лю Ян Сяо Жотен Цзоу Цзиньюань Су Вейде                        | США (USA) Фред Річард Пол Джуда Стівен Недорощик Броуді Мелоун Ашер Хонг                  |
| Абсолютна першість | Ока Шинносуке (JPN)                                                                 | Чжан Бохен (CHN)                                                                      | Сяо Жотен (CHN)                                                                           |
| Вільні вправи      | Карлос Юло (PHI)                                                                    | Артем Долгопят (ISR)                                                                  | Джейк Джерман (GBR)                                                                       |
| Кінь               | Ріс Мак-Кленаган (IRL)                                                              | Наріман Курбанов (KAZ)                                                                | Стівен Недорощик (USA)                                                                    |
| Кільця             | Лю Ян (CHN)                                                                         | Цзоу Цзиньюань (CHN)                                                                  | Елефтеріос Петруніас (GRE)                                                                |
| Опорний стрибок    | Карлос Юло (PHI)                                                                    | Артур Давтян (ARM)                                                                    | Гаррі Гепворт (GBR)                                                                       |
| Паралельні бруса   | Цзоу Цзиньюань (CHN)                                                                | Ілля Ковтун (UKR)                                                                     | Ока Шинносуке (JPN)                                                                       |
| Поперечина         | Ока Шинносуке (JPN)                                                                 | Анхель Барахас (COL)                                                                  | Танг Чіа-Гунг (TPE) Чжан Бохен (CHN)                                                      |
| Жінки              |                                                                                     |                                                                                       |                                                                                           |
| Командна першість  | США (USA) Сімона Байлс Суніса Лі Джордан Чайлз Джейд Кері Гезлі Рівера              | Італія (ITA) Анжела Андреолі Джорджія Вілла Аліса Д'Амато Маніла Еспозіто Еліса Іоріо | Бразилія (BRA) Ребека Андраде Флавія Сарайва Джейд Барбоса Лоррейн Олівейра Джулія Суарес |
| Абсолютна першість | Сімона Байлс (USA)                                                                  | Ребека Андраде (BRA)                                                                  | Суніса Лі (USA)                                                                           |
| Опорний стрибок    | Сімона Байлс (USA)                                                                  | Ребека Андраде (BRA)                                                                  | Джейд Кері (USA)                                                                          |
| Різновисокі бруси  | Кайлія Немур (ALG)                                                                  | Цю Ціюань (CHN)                                                                       | Суніса Лі (USA)                                                                           |
| Колода             | Аліса Д'Амато (ITA)                                                                 | Чжоу Яцінь (CHN)                                                                      | Маніла Еспозіто (ITA)                                                                     |
| Вільні вправи      | Ребека Андраде (BRA)                                                                | Сімона Байлс (USA)                                                                    | Джордан Чайлз (USA) Ана Барбосу (ROU)                                                     |

- за рішенням Спортивного арбітражного суду[1]

## Художня гімнастика
| Дисципліна          | Золото                                                                    | Срібло                                                                         | Бронза                                                                                      |
| ------------------- | ------------------------------------------------------------------------- | ------------------------------------------------------------------------------ | ------------------------------------------------------------------------------------------- |
| Групові детальніше  | Китай (CHN) Жангхуанг Хуанг Ксіняй Дінг Ланджінг Ванг Ксіксі Гуо Тінг Гао | Ізраїль (ISR) Шані Баканов Адар Фрідман Ромі Паріцькі Офір Шахам Діана Сверцов | Італія (ITA) Лаура Паріс Мартіна Центофанті Агнес Дуранті Алессія Мауреллі Даніела Могуріан |
| Особисті детальніше | Дар'я Варфоломеєв (GER)                                                   | Боряна Калейн (BUL)                                                            | Софія Раффаелі (ITA)                                                                        |

## Стрибки на батуті
| Змагання            | Золото                | Срібло                      | Бронза            |
| ------------------- | --------------------- | --------------------------- | ----------------- |
| Чоловіки детальніше | Іван Литвинович (AIN) | Ван Зисай (CHN)             | Янь Ланюй (CHN)   |
| Жінки детальніше    | Бріоні Пейдж (GBR)    | Віялета Бардзіловська (AIN) | Софіан Месо (CAN) |